# Lill-Tollie Zellman
Lill-Tollie Zellman (30 de març de 1908-17 de setembre de 1989) va ser una actriu teatral i cinematogràfica de nacionalitat sueca.

## Biografia
El seu nom complet era Tollie Betty Marie Zellman, i va néixer a Karlskrona, Suècia, sent la seva mare l'actriu Tollie Zellman. Zellman, que va cursar estudis a la Franska skolan d'Estocolm, es va iniciar al cinema com a actriu infantil en el film de Per Lindberg Anna-Clara och hennes bröder (1923). Va rodar un total d'una desena de produccions, l'última pel·lícula d'elles l'any 1943. Posteriorment va actuar pel Stadsteatern de Hèlsinki, el Lorensbergsteatern, el Stadsteater de Göteborg i el Dramaten d'Estocolm.
Lill-Tollie Zellman es va casar cinc vegades. El seu primer marit, amb el qual es va casar l'any 1930, fou l'enginyer Per Welin (1899–1931), del que va enviduar als set mesos. El seu segon marit, amb el qual va estar casada entre 1932–1939, fou el comerciant Per Erik Elof Söderlund (1906–1966). Entre 1939 i 1943 va estar casada amb l'enginyer i lluitador Georg Nilsson(1903–1955), i des de 1946 a 1950 amb l'artista Eric Elfwén (1921–2008). L'any 1966 es va casar amb el traductor Olle Moberg (1917–2002), romanent unida la parella fins al moment de la mort de l'actriu, que va tenir lloc a Norsborg, Suècia, l'any 1989. Va ser enterrada al cementiri Norra begravningsplatsen d'Estocolm.

## Teatre
- 1926: Chou-Chou, de Jacques Bousquet i Alex Madis, escenografia de Einar Fröberg, Blancheteatern[4]
- 1926: Eliza stannar, de Henry V. Esmond, Helsingborgs stadsteater[5]
- 1926: Hans majestät får vänta, de Oskar Rydkvist, Helsingborgs stadsteater[6]
- 1936: Hm, sa greven, de Kar de Mumma, escenografia de Harry Roeck Hansen, Blancheteatern[7]
- 1938: Kvinnorna, de Clare Boothe Luce, escenografia de Rune Carlsten, Dramaten[8]
- 1940: Fröken kyrkråtta, de Ladislas Fodor y Ludvig Schinseder, escenografia de Ernst Eklund, Oscarsteatern[9]

### Teatre radiofònic
- 1940: 33,333, de Algot Sandberg, direcció de Carl Barcklind[10]

## Filmografia
- 1923: Anna-Clara och hennes bröder
- 1931: Röda dagen
- 1938: Herr Husassistenten
- 1939: Filmin om Emelie Högqvist
- 1939: Kadettkamrater
- 1940: Juninatten
- 1940: Stora famnen
- 1940: En, men ett lejon!
- 1941: Tåget går klockan 9
- 1942: Flickan i fönstret mitt emot
- 1943: Till er tjänst!